# Sherida Spitse
Sherida Spitse (Sneek, 29 maggio 1990) è una calciatrice olandese, centrocampista dell'Ajax e della nazionale olandese, di cui è capitano e primatista di presenze.

## Carriera

### Club
Dopo aver giocato dal 2004 al 2007 nelle giovanili della squadra del VV Sneek, città dove cresce e risiade, Sherida Spitse sottoscrive un accordo con lo Sportclub Heerenveen per debuttare nel nuovo campionato olandese di massima serie, l'Eredivisie, con la sua formazione femminile dal campionato 2007-2008. Con il club di Heerenveen rimane cinque stagioni, difficili per la carente caratura tecnica dell'organico, non riuscendo, tranne nella penultima, a staccarsi dalle ultime posizioni in classifica.
Nell'estate 2012, prima dell'avvio del campionato congiunto di Paesi Bassi e Belgio, la BeNe League, Spitse decide di accettare la proposta del Twente, squadra con la quale affrontare la stagione 2012-2013. Il club risulta possedere un organico competitivo e Spitse contribuisce alla conquista del primo campionato di BeNe League, risultato bissato anche nella stagione successiva. Grazie ai risultati ottenuti in campionato ha l'occasione di fare il suo debutto internazionale per club, scendendo in campo il 10 agosto 2013 per la partita di andata valida per le qualificazioni all'edizione 2013-2014 di UEFA Women's Champions League, incontro nel quale le olandesi si imposero per 4-0 sulle croate dell'Osijek.
Nella primavera 2014 coglie l'occasione offertale del LSK Kvinner per giocare nel suo primo campionato estero, quello norvegese. Con la squadra di Lillestrøm debutta alla prima giornata di Toppserien 2014, il 21 aprile, contribuendo a conquistare campionato e Norgesmestere Cup Kvinner, la coppa di lega, anche per le due successive stagioni. Anche qui, grazie ai risultati in campionato, ha l'occasione di rappresentare la Norvegia in Champions League.
Alla fine della stagione 2016 decide di lasciare la squadra norvegese per fare ritorno in patria indossando nuovamente la maglia del Twente per la seconda parte del campionato 2016-2017 e rinnovando l'accordo anche per la stagione successiva.

### Nazionale
Dal 2006 la selezionatrice Vera Pauw la chiama a vestire la maglia della nazionale olandese nel corso delle fasi di qualificazione al Mondiale di Cina 2007, debuttando il 30 agosto nella partita persa 4-0 con l'Inghilterra. Pauw la inserisce in rosa anche nella formazione impegnata alla fase finale dell'Europeo di Finlandia 2009 dove condivide con le compagne il percorso delle oranje che le porteranno sino alle semifinali, migliore risultato ottenuto dalla nazionale femminile fino a quel momento, dove vennero superate dall'Inghilterra.
Con l'avvicendamento di Pauw del 2010 sulla panchina della nazionale, il nuovo tecnico Roger Reijners continua a convocarla regolarmente. Inserita in rosa sia nella squadra che partecipa a qualificazioni e fase finale dell'Europeo di Svezia 2013 e qualificazioni e fase finale del campionato mondiale di Canada 2015, condivide con le compagne l'accesso alla fase finale del secondo europeo e del primo storico mondiale disputato dalla sua nazionale, raggiungendo nel frattempo le 100 presenze nell'amichevole con la Thailandia del 7 febbraio 2015.
Nelle successive gestioni della squadra affidata a Sarina Wiegman (2015), Arjan van der Laan (2015–2016), e dal 2017 nuovamente a Wiegman, continua a godere della fiducia dello staff tecnico. Wiegman la convoca per l'edizione 2017 dell'Algarve Cup, impiegandola in tre dei quattro incontri disputati prima di inserirla nella rosa definitiva della squadra che disputa l'Europeo casalingo annunciata il 14 giugno 2017. Gioca titolare in tutte e sei le gare del torneo, concluso con la vittoria del trofeo, grazie al 4-2 in finale sulla Danimarca. Protagonista del torneo, Spitse viene inserita nella formazione ideale dell'Europeo 2017 dall'UEFA. Un infortunio al ginocchio la costringe a saltare le Olimpiadi di Tokyo, salvo poi disputare il 200esimo gettone in nazionale nel giugno 2022.
Nel 2023 disputa da capitano tutte e cinque le partite oranje del Mondiale. Attualmente è primatista di presenze con la selezione olandese.

## Palmarès

### Club
- Campionato olandese: 3

Twente: 2012-2013, 2013-2014
Ajax: 2022-2023
- BeNe League: 2

Twente: 2012-2013, 2013-2014
- Campionato norvegese: 4

LSK Kvinner: 2014, 2015, 2016
Vålerenga: 2020
- Coppa di Norvegia: 4

LSK Kvinner: 2014, 2015, 2016
Vålerenga: 2020
- Coppa dei Paesi Bassi: 1

Ajax: 2021-2022
- Eredivisie Cup: 1

Ajax: 2020-2021

### Nazionale
- Campionato europeo femminile di calcio: 1

Paesi Bassi 2017
- Algarve Cup: 1

2018 (a pari merito con la Svezia)